# Альберт Штрек
А́льберт Штрек (також Штрьок, угор. Ströck Albert, 12 лютого 1903, Надьварад — 9 травня 1971) — румунський і угорський футболіст, що грав на позиції правого крайнього нападника. Також відомий як Адальберт Штрек і Альберт Терек (угор. Töröck Albert). Гравець двох національних збірних — Румунії та Угорщини.

## Кар'єра в Румунії
Виступаючи на батьківщині, встиг змінити три команди: «Стеруінца» (Орадя), «Орадя» і «Фулгерул» (Кишинів). У ті часи румунські клуби виступали в регіональних лігах, переможці яких потрапляли у фінальний турнір, де розігрували титул чемпіона Румунії. Лише одного разу команда, в складі якої виступав Штрек, була учасником фінального турніру: в 1922 році «Стеруінца» перемогла в окрузі Орадя, після чого в 1/4 фіналу поступилась «Вікторії» з міста Клуж (2:2, 0:2).
3 вересня 1922 року дебютував в офіційних матчах у складі національної збірної Румунії в грі проти збірної Польщі (1:1). Загалом зіграв за команду 8 матчів і забив 2 м'ячі в 1922—1926 роках.
У 1924 році був учасником Олімпійських ігор у Парижі. Збірна Румунії виступила невдало, поступившись у першому ж матчі Нідерландам – 0:6. У цьому матчі на позиції воротаря також грав старший брат Альберта — Штефан Штрек, на рахунку якого загалом є три матчі в національній збірній.

## Кар'єра в Угорщині
З 1927 по 1932 роки виступав за столичну команду «Уйпешт», У 1930 році завоював з командою перший у її історії титул чемпіона країни, відігравши 19 матчів, у яких забив 4 голи. Через рік команда знову стала чемпіоном, а на рахунку Штрека 8 голів у 22 матчах турніру.
Дві найкращі команди Угорщини отримували можливість спробувати свої сили в Кубку Мітропи, міжнародному турнірі для найсильніших клубів центральної Європи. В цьому змаганні «Уйпешт» досяг успіху в 1929 році. На шляху до фіналу команда пройшла празьку «Спарту» (6:1 і 0:2) і віденський «Рапід» (2:1 (з голом Штрека), 2:3 і 3:1 в переграванні в додатковий час завдяки хет-трику головного бомбардира команди Іштвана Авара, також вихідця з Румунії. У фіналі «Уйпешт» переграв іншу чеську команду — «Славію». Вже в першому матчі «Уйпешт» здобув вагому перевагу 5:1, а один з м'ячів забив Штрек. У матчі відповіді команди зіграли 2:2. Загалом у Кубку Мітропи в складі «Уйпешта» на рахунку Штрека 13 матчів і 1 гол у 1927—1932 роках.
«Уйпешт» і «Славія» через рік знову зустрілися у фіналі міжнародного турніру — Кубка Націй. Ці змагання відбулися у Женеві під час проведення Чемпіонату світу в Уругваї. У ньому брали участь чемпіони або володарі кубків більшості провідних у футбольному плані континентальних країн Європи. «Уйпешт» почергово переграв іспанський «Реал Уніон» (3:1), голландський «Гоу Егед» (7:0), швейцарський «Серветт» (3:0) і «Славію» у фіналі (3:0).
Після переїзду в Угорщину активно залучався до складу національної збірної Угорщини. Всього зіграв за команду 15 матчів і забив три м'ячі. Брав участь в матчах двох розіграшів Кубка Центральної Європи, турніру, що традиційно проводився між збірними Італії, Австрії, Швейцарії, Чехословаччини та Угорщини.
Після «Уйпешта» виступав у швейцарській команді «Ла-Шо-де-Фон».

## Досягнення
- Володар Кубка Мітропи: 1929
- Чемпіон Угорщини: 1929–30, 1930–31
- Срібний призер Чемпіонату Угорщини: 1931–32
- Бронзовий призер Чемпіонату Угорщини: 1927–28, 1928–29
- Фіналіст кубка Угорщини: 1926–27
- Володар Кубка Націй 1930

### Статистика виступів за збірну
| Дата       | Місто    | Господарі      | Результат | Гості          | Турнір           | Голи | Примітки |
| ---------- | -------- | -------------- | --------- | -------------- | ---------------- | ---- | -------- |
| 03/09/1922 | Чернівці | Румунія        | 1 – 1     | Польща         | товариський матч | -    |          |
| 10/06/1923 | Бухарест | Румунія        | 1 – 2     | Югославія      | товариський матч | -    |          |
| 01/07/1923 | Клуж     | Румунія        | 0 – 6     | Чехословаччина | товариський матч | -    |          |
| 02/09/1923 | Львів    | Польща         | 1 – 1     | Румунія        | товариський матч | -    |          |
| 20/05/1924 | Відень   | Австрія        | 4 – 1     | Румунія        | товариський матч | 1    |          |
| 27/05/1924 | Коломб   | Нідерланди     | 6 – 0     | Румунія        | ОІ 1924 - 1/8    | -    |          |
| 31/08/1924 | Прага    | Чехословаччина | 4 – 1     | Румунія        | товариський матч | -    |          |
| 25/04/1926 | Бухарест | Румунія        | 6 – 1     | Болгарія       | товариський матч | 1    |          |
| Усього     |          | Матчів         | 8         |                | Голів            | 2    |          |

| Дата       | Місто    | Господарі      | Результат | Гості          | Турнір                             | Голи | Примітки |
| ---------- | -------- | -------------- | --------- | -------------- | ---------------------------------- | ---- | -------- |
| 25/09/1927 | Будапешт | Угорщина       | 5 – 3     | Австрія        | Кубок Центральної Європи 1927—1930 | 1    |          |
| 09/10/1927 | Будапешт | Угорщина       | 1 – 2     | Чехословаччина | товариський матч                   | -    |          |
| 25/03/1928 | Рим      | Італія         | 4 – 3     | Угорщина       | Кубок Центральної Європи 1927—1930 | -    |          |
| 22/04/1928 | Будапешт | Угорщина       | 2 – 0     | Чехословаччина | Кубок Центральної Європи 1927—1930 | -    |          |
| 06/05/1928 | Будапешт | Угорщина       | 5 – 5     | Австрія        | товариський матч                   | 1    |          |
| 07/10/1928 | Відень   | Австрія        | 5 – 1     | Угорщина       | Кубок Центральної Європи 1927—1930 | -    |          |
| 01/11/1928 | Будапешт | Угорщина       | 3 – 1     | Швейцарія      | Кубок Центральної Європи 1927—1930 | 1    |          |
| 24/02/1929 | Коломб   | Франція        | 3 – 0     | Угорщина       | товариський матч                   | -    |          |
| 14/04/1929 | Берн     | Швейцарія      | 4 – 5     | Угорщина       | Кубок Центральної Європи 1927—1930 | -    |          |
| 01/06/1930 | Будапешт | Угорщина       | 2 – 1     | Австрія        | товариський матч                   | -    |          |
| 21/09/1930 | Відень   | Австрія        | 2 – 3     | Угорщина       | товариський матч                   | -    |          |
| 28/09/1930 | Дрезден  | Німеччина      | 5 – 3     | Угорщина       | товариський матч                   | -    |          |
| 26/10/1930 | Будапешт | Угорщина       | 1 – 1     | Чехословаччина | товариський матч                   | -    |          |
| 22/03/1931 | Прага    | Чехословаччина | 3 – 3     | Угорщина       | Кубок Центральної Європи 1931—1932 | -    |          |
| 19/06/1932 | Берн     | Швейцарія      | 3 – 1     | Угорщина       | Кубок Центральної Європи 1931—1932 | -    |          |
| Усього     |          | Матчів         | 15        |                | Голів                              | 3    |          |